# 에날라프릴
에날라프릴(Enalapril, 브랜드명: Vasotec 등)은 고혈압, 당뇨병성 신장 질환, 심부전 치료에 사용되는 약물이다. 심장 질환의 경우 푸로세미드 등의 이뇨제와 함께 사용하는 것이 일반적이다. 구강이나 정맥 주사를 통해 투여된다. 효과는 구강 섭취 시 보통 1시간 이내에 발생하고 최대 하루까지 지속되는 것이 일반적이다.
일반적인 부작용으로는 두통, 피로, 기립성 저혈압, 기침이 포함된다. 심각한 부작용으로는 혈관부종과 저혈압이 포함된다. 임신 중에 복용하면 태아에 위험을 초래하는 것으로 간주된다. ACE 억제제 계열의 약물에 속한다.
에날라프릴은 1978년 특허를 받았고 1984년 의학용으로 사용되기 시작했다. 의료제도에 필수적인 가장 효과적이고 안전한 의약품 목록인 WHO 필수 의약품 목록에 등재되어 있다. 개발도상국의 도매가는 1개월 당 대략 US$0.08 ~ 0.80 사이이다. 미국에서는 1개월 당 비용이 대략 $25 ~ 50이 소요된다. 2016년, 미국에서는 800백 건 이상의 처방과 더불어 94번째로 많이 처방을 받은 의약품이었다.